# Monohelea japonica
Monohelea japonica är en tvåvingeart som beskrevs av Udaka 1959. Monohelea japonica ingår i släktet Monohelea och familjen svidknott. Inga underarter finns listade i Catalogue of Life.